# Euphaea cora
Euphaea cora är en trollsländeart som beskrevs av Friedrich Ris 1930. Euphaea cora ingår i släktet Euphaea och familjen Euphaeidae. Inga underarter finns listade i Catalogue of Life.